# Chorobates Rock
Der Chorobates Rock (englisch; bulgarisch скала Хоробат skala Chorobat) ist ein in nord-südlicher Ausrichtung 83 m langer und 55 m breiter Klippenfelsen vor der Nordwestküste von Nelson Island im Archipel der Südlichen Shetlandinseln. Er liegt 1,05 km nordöstlich des Smilets Point, 425 m östlich des Meldia Rock und 1,89 km westsüdwestlich des Retamales Point.
Britische Wissenschaftler kartierten ihn 1968. Die bulgarische Kommission für Antarktische Geographische Namen benannte ihn im April 2021 nach dem Chorobates, einem Vermessungsinstrument aus dem antiken Rom.